# Reprezentacja Południowej Afryki w piłce siatkowej mężczyzn
Reprezentacja Republiki Południowej Afryki w piłce siatkowej mężczyzn – narodowa reprezentacja tego kraju, reprezentująca go na arenie międzynarodowej.
Największym sukcesem zespołu jest brązowy medal Mistrzostw Afryki, wywalczony podczas turnieju w 2001 roku rozgrywanych w Nigerii.
Do tej pory zespół nie brał udziału w Mistrzostwach Świata.